# Cevasta žleza
Cevasta ali tubularna žleza je vrsta žleze, katere celice so urejene v obliko cevi. Cevaste so na primer žleze v debelem črevesu (črevesne žleze oziroma Lieberkühnove kripte).
Cevaste žleze se nadalje delijo na:
- enostavne cevaste žleze (npr. črevesne žleze),
- razvejene cevaste žleze (npr. pilorične žleze),
- zavite cevaste žleze (npr. znojnice).